# Stefan Mitrović (pallanuotista)
Stefan Mitrović (in serbo Стефан Митровић?; Belgrado, 29 marzo 1988) è un ex pallanuotista serbo.
Di scuola Partizan, squadra con cui ha vinto sei titoli nazionali, sei Coppe di Serbia, due Euro Interliga, una LEN Champions League e una Supercoppa Europea.
Con la calottina della nazionale serba ha conquistato due titoli olimpici, due mondiali e tre europei, oltre a un bronzo olimpico, una Coppa del Mondo, sei World League e un oro ai Giochi del Mediterraneo.
Nel 2020 è membro del consiglio d'amministrazione del Partizan Belgrado, mentre dal 2022 è vicepresidente della federazione pallanuotistica serba.

## Palmarès

### Club

#### Trofei nazionali
- Campionato serbo: 6

Partizan: 2006-07, 2007-08, 2008-09, 2009-10, 2010-11, 2011-12
- Coppa di Serbia: 6

Partizan: 2006-07, 2007-08, 2008-09, 2009-10, 2010-11, 2011-12
- Campionato ungherese: 2

Szolnok: 2015
Ferencváros: 2019
- Coppa d'Ungheria: 2

Szolnok: 2014
Ferencváros: 2019
- Tom Hoad Cup: 1

Partizan: 2011
- Campionato greco: 1

Olympiakos: 2020
- Coppa di Grecia: 1

Olympiakos: 2020

#### Trofei internazionali
- Coppa dei Campioni/Eurolega: 2

Partizan: 2010-11
Ferencváros: 2018-19
- Supercoppa LEN: 2

Partizan: 2011
Ferencváros: 2018
- Coppe LEN: 2

Ferencvaros: 2016-17, 2017-18
- Euro Interliga: 2

Partizan: 2009-10, 2010-11

### Nazionale
- Olimpiadi

Londra 2012: 
Rio de Janeiro 2016: 
Tokyo 2020: 
- Mondiali

Roma 2009: 
Kazan' 2015: 
Shanghai 2011: 
- Europei

Zagabria 2010: 
Eindhoven 2012: 
Budapest 2014: 
Belgrado 2016: 
- World League

Berlino 2007: 
Niš 2010: 
Firenze 2011: 
Čeljabinsk 2013: 
Dubai 2014 
Bergamo 2015 
Podgorica 2009 
- Coppa del Mondo

Oradea 2010